# 毛伯浩
毛伯浩（1917年—1995年10月27日），男，山东即墨人，中国新闻工作者、体育活动家，新中国武术运动开拓者。曾任中国武术协会副主席。